# Whatever (album)
Albums de Aimee Mann
I'm with Stupid
(1995)
Whatever est un album de Aimee Mann sorti en 1993. Il s'est classé à la 127e place du Billboard 200 et à la 39e place de l'UK Albums Chart.

## Liste des titres
1. I Should've Known - 4:53
2. Fifty Years After The Fair - 3:46
3. 4th Of July - 3:21
4. Could've Been Anyone - 4:23
5. Put Me On Top - 3:28
6. Stupid Thing - 4:27
7. Say Anthing - 4:57
8. Jacob Marley's Chain - 3:01
9. Mr. Harris - 4:05
10. I Could Hurt You Now - 4:17
11. I Know There's A Word - 3:16
12. I've Had It - 4:42
13. Way Back When - 4:05